# Nils Beyer
Nils Beyer, född 19 november 1903 i Stockholm, död 1 januari 1994 i Stockholm, var en svensk journalist, författare av facklitteratur om film, teater och politik samt manusförfattare. Han blev 1970 filosofie hedersdoktor vid Lunds universitet.
Beyer blev filosofie kandidat vid Lunds universitet 1925. Mellan 1924 och 1930 arbetade han för Arbetet, 1930–1958 var han kritiker i Social-Demokraten (senare omdöpt till Morgon-Tidningen) och 1958–1966 på Stockholms-Tidningen. Från 1966 skrev han för Arbetet.

## Familj
Nils Beyer var son till livförsäkringsinspektören Tage Beyer och Ellen Peterson. Han gifte sig 1930 med Lilly Arrhenius (1904–1993).